# آنجلو موسکو
آنجلو موسکو (ایتالیایی: Angelo Musco؛ ‏ ۱۸ اکتبر ۱۸۷۲ – ۶ اکتبر ۱۹۳۷) بازیگر اهل ایتالیا بود.
از فیلم‌هایی که وی در آن‌ها نقش داشته است، می‌توان به همسریاب اشاره نمود.